# Macristis flavipennis
Macristis flavipennis är en fjärilsart som beskrevs av Barnes och Benjamin 1924. Macristis flavipennis ingår i släktet Macristis och familjen nattflyn. Inga underarter finns listade i Catalogue of Life.